# سلطان‌حسین تابنده گنابادی
سلطانحسین تابنده گنابادی ملقب به لقب طریقتی رضاعلیشاه، قطب سی و هفتم سلسلهٔ نعمت‌اللهیه سلطان‌علی‌شاهی (گنابادی) (پس از صالحعلیشاه و پیش از محبوبعلیشاه)و اهل ایران بود.

## کودکی و نوجوانی
در ۲۵ آبان ۱۲۹۳ هجری شمسی مطابق با ۲۸ ذی‌الحِجّه ۱۳۳۲ هجری قمری در بیدخت چشم به جهان گشود.

خواندن و نوشتن را نزد ملا خداداد خیبرگی فراگرفت. در ۷ سالگی به آموختن مقدمات ادبیات فارسی و عربی نزد پدر و استادان محلی مشغول شد. مقدمات عربی را ابتدا نزد محمدرضا نودهی مشهور به «ادیب» و سپس نزد محمداسماعیل ملقب به «رئیس العلما» (عموی مادری‌اش) تعلیم یافت.

پس از آن به فراگیری معانی و بیان نزد جد مادری خویش («صدرالعلما») پرداخت و در همین ایام «رسالهٔ موجزهٔ التاریخ المختصر فی احوال المعصومین الاربعه عشر» را تألیف نمود.

## تحصیلات حوزوی
ابتدا دروس فقه، اصول، فلسفه، منطق و کتب مهم در این علوم مانند «معالم الاصول»، «شرایع»، «شرح لمعه» و نیز «شرح منظومه حکمت و منطق» اثر ملاهادی سبزواری را نزد پدر خود فرا گرفت.

سپس در سال ۱۳۱۰ به دستور پدرش برای تکمیل تحصیلات به اصفهان (که در آن ایام مجمع استادان علوم عقلی و نقلی بود) نقل مکان نموده، در مدرسه صدر ساکن شد.

در آنجا «الاشارات و التنبیهات» ابن سینا و قوانین الاصول میرزای قمی را نزد شیخ محمدحکیم خراسانی گنابادی، کتاب «اسفار» را نزد شیخ محمود مفید، مکاسب را نزد حاج آقا رحیم ارباب، «فرائد الاصول» را نزد سید مرتضی خراسانی (معروف به «جارچی»)، «کفایة الاصول» را نزد سید محمد نجف‌آبادی و هیئت، ریاضیات، طب سنتی، علوم غریبه و فصوص الحکم را نزد اسدالله ایزدگشسب (درویش ناصر علی) فراگرفت.

## اجازاتفقهی
در اصفهان از سید مهدی درچه‌ای و محمدرضا مسجدشاهی اصفهانی و در نجف از محمدحسین کاشف‌الغطا اجازهٔ روایت دریافت نمود.

## اجتهاد
در اصفهان از سید محمد نجف‌آبادی اصفهانی و در نجف از محمدحسین کاشف‌الغطا اجازه اجتهاد گرفت.

## تحصیلات دانشگاهی
وی در سال ۱۳۱۵ به تهران رفت، در حجره‌ای در مدرسه سپهسالار ساکن و تحصیلات دانشگاهی را همزمان در دانشکده معقول و منقول و دانشسرای عالی آغاز نمود.

او که در این ایام شاگرد استادانی مانند سید محمدکاظم عصار، سید محمد مشکات و میرزا مهدی آشتیانی بود، در سال ۱۳۱۸ دوره کارشناسی هردو مرکز را با درجه علمی عالی به پایان برد.
موضوع پایان‌نامه دانشکده معقول و منقول «سیر تکاملی و حرکت جوهریه» و موضوع پایان‌نامه دانشسرای عالی «فلسفه فلوطین: رئیس افلاطونیان» بود.

## آشنایی به زبان‌های خارجی
به عربی و فرانسه تسلط داشت و اندکی نیز به زبان آلمانی آشنا بود.

## تشکیل خانواده
در اسفند ۱۳۱۶ (عید غدیر ۱۳۵۶ هجری قمری) با دختر «دکتر علی نورالحکماء» ازدواج کرد که حاصل این ازدواج، سه دختر و دو پسر (علی تابنده و محمد تابنده) هستند.

## کسب معیشت
کشاورزی را پربرکت‌ترین و والاترین مشاغل می‌دانست و از آن امرار معاش می‌نمود. همچنین در مقاطعی از عمر به تدریس نیز می‌پرداخت.

## تشرف و آغاز سلوک
در شب جمعه ۱۰ ربیع‌الثانی ۱۳۴۹ هجری قمری (۱۳ شهریور ۱۳۰۹ هجری شمسی) به دلالت حاج ملاعبدالله صدرالاشراف، در حضور حاج شیخ عبدالله حائری (رحمت علیشاه) و به دست پدرش (صالحعلیشاه) توبه نموده و مشرف شد.

## اجازه اقامه جماعت فقری
در تاریخ ۱۵ شعبان ۱۳۶۹ قمری از طرف «صالح علی شاه» قطب وقت سلسله، اجازه اقامه جماعت و تعلیم اوراد و اذکار لسانی برای وی صادر شد.

## اجازه دستگیری
در ۱۱ ذیقعده ۱۳۶۹ فرمان دستگیری با لقب «رضا علی» برایش صادر شد.

## فرمان قطبیت
فرمان قطبیت در تاریخ ذیقعده ۱۳۷۹ هجری قمری توسط پدرش صالح علی شاه صادر شده و به لقب رضاعلیشاه مفتخر گردید.

## مشایخ
مشایخ او عبارت بودند از: محمدجواد آموزگار (درویش ظفرعلی)، محمد راستین (درویش رونقعلی)، شیخ عبدالله صوفی املشی (درویش عزت‌علی)، سید محمدعلی فانی طباطبائی (درویش فیض‌علی)، سید هبةالله جذبی (درویش ثابت‌علی)، عبدالغفور حسن‌زاده (درویش ناصرعی)، شیخ عزیزالله محقق نجفی (درویش مظفرعلی)، علی تابنده (درویش محبوب‌علی)، یوسف مردانی (درویش صدق‌علی)، محمدعلی ناصوتی (درویش هدایت‌علی) و میرمطلب میرزاده گراشی (مشتاق‌علی)

## مهاجرت و اقامت در تهران
در اسفندماه ۱۳۵۷ به دلیل شدت پیدا کردن ناخوشی قلبی و نیاز به پیگیری دائمی شرایط جسمی، ناگزیر از بیدخت به تهران مهاجرت نموده و تا پایان عمر در این شهر سکونت نمود.

## سیر آفاق و انفس
- ۱۳۲۴ شمسی (۱۳۶۵ قمری): سفر به عراق (بغداد، کاظمین، سامراء، کربلا، نجف، کوفه و حله)، لبنان (بیروت)، سوریه (دمشق و حلب)، مصر (قاهره)، فلسطین (قدس و حیفا)
- ۱۳۲۹ شمسی (۱۳۶۹ قمری): سفر حج، سوریه، لبنان و اردن
- ۱۳۳۳ شمسی (۱۳۷۴ قمری): سفر به سوئیس (ژنو و برن)، فرانسه (پاریس)
- ۱۳۳۶ شمسی (۱۳۷۷ قمری): سفر به افغانستان (هرات، کابل و غزنه) و پاکستان (پیشاور، لاهور و کراچی)
- سفرهای متعدد به هندوستان در سالهای ۱۳۵۸، ۱۳۵۹، ۱۳۶۱ و ۱۳۶۳

## آثار خیریه عام‌المنفعه
- در بیدخت و گناباد: کمک به نوسازی شهر بیدخت پس از زلزله سال ۱۳۴۷، تعمیر مسجد جامع بیدخت که در زلزله نیز آسیب دیده بود، تأسیس حسینیه و نماز خانه در محله‌ای که پس از زلزله ساخته شد، مرمت مسجد و آب‌انبار ثموئی گناباد، تأسیس چندین حوضخانه و قسمت بانوان حمام صالح‌آباد
- در مجموعه مزار سلطانی بیدخت: تکمیل کتابخانه سلطانی مزار سلطانی بیدخت و تأسیس مهمانسرای مزار سلطانی بیدخت
- در شهرری و تهران: تعمیر و ترمیم مزار سعادتی (مدفن سعادت علیشاه اصفهانی و نورعلیشاه ثانی) در شهرری، تجدید بنای حسینیة حائری تهران، تجدید بنای ساختمان حسینیة امیرسلیمانی تهران پس از آتشسوزی سال ۱۳۵۸، تأسیس کتابخانة صالح در ساختمان تازه حسینیة امیرسلیمانی تهران و تأسیس درمانگاه خیریه صالح
- در سایر مناطق کشور: مرمت و توسعة مقبره شیخ ابوالقاسم گرکانی در تربت حیدریه، مرمت و تکمیل ساختمان مزار شیخ سعیدبن سلام ابی عمران مغربی در نیشابور، احداث بنای مقبره رحمتعلیشاه شیرازی (نایب‌الصدر) در شیراز، مرمت مزار فیضین در گورستان تخت فولاد اصفهان، مرمت و توسعة مزار شیخ اسدالله ایزد گشسب (تکیه ایزدگشسب)، احداث سقاخانة کوثر در آرامستان باغ رضوان اصفهان، مرمت مقبرة میرزاعلی قهفرخی (درویش ثابتعلی) در قریه قهفرخ در نزدیکی شهرکرد، تعمیرات اساسی و توسعة مزار شیخ ابوعلی رودباری در ده‌بوعلی و بازسازی و مرمت مقبرة شیخ احمد غزالی در قزوین
- خارج از کشور: تهیه و ارسال یکی از درهای حرم امامان دهم و یازدهم شیعه در سامرا، مرمت مزار حسین علیشاه اصفهانی درکربلا، مرمت و تکمیل مقابر مربوط به اقطاب و مشایخ سلسله گنابادی در دکن هندوستان

## مخالفت باگاه‌شماری شاهنشاهی
از آنجا که آن را تاریخی مصنوعی می‌دانست که با هدف حذف اسلامیت از هوبت ایرانی به وجود آمده، نه تنها از آن استفاده نمی‌کرد، بلکه فعالانه به مخالفت با آن نیز می‌پرداخت.

## آثار و کتب
- تجلی حقیقت در اسرار فاجعه کربلا
- رساله خواب مغناطیسی ضمیمه کتاب تنبیه النائمین
- شرح حال خواجه عبدالله انصاری (رسائل خواجه عبدالله)
- نیاز تجلی، ترجمه دعای ابوحمزه ثمالی
- فلسفه فلوطین رئیس افلاطونیان اخیر
- نابغه علم و عرفان در قرن چهاردهم
- فلسفه ابن رشد و ترجمه کتاب (الکشف عن مناهج الادله فی عقاید الملة، چاپ نشده)
- سیر تکاملی و حرکت جوهریه (چاپ نشده)
- تاریخ و جغرافیای گناباد
- یادداشت‌های سفر به ممالک عربی
- خاطرات سفر حج
- گردش افغانستان و پاکستان
- از گناباد به ژنو
- رساله رفع شبهات
- رهنمای سعادت
- نظریه مذهبی به اعلامیه حقوق بشر
- قرآن مجید و سه داستان اسرار آمیز عرفانی
- التاریخ المختصر فی احوال المعصومین الاربعه عشر
- ده سخنرانی
- سفرنامه اول هند (مفقود شده)
- سفرنامه دوم هند (چاپ نشده)
- جنگ خطی یک
- جنگ خطی دو
- جنگ خطی سه
- جنگ خطی چهار (کشکول تابنده)

| عنوان مذهبی            | عنوان مذهبی        | عنوان مذهبی         |
| ---------------------- | ------------------ | ------------------- |
| پیشین: محمدحسن گنابادی | قطب دراویش گنابادی | پسین: نورعلی تابنده |